# Väinö Muinonen
Viktor Väinö Muinonen (ur. 30 grudnia 1898 w Lappeenranta, zm. 10 czerwca 1978 w Imatrze) – fiński lekkoatleta, biegacz długodystansowy, mistrz i wicemistrz Europy.
Największe sukcesy odnosił w biegu maratońskim. Wystąpił w tej konkurencji na igrzyskach olimpijskich w 1936 w Berlinie. Zajął 5. miejsce z czasem 2:33:46.
Na mistrzostwach Europy w 1938 w Paryżu Muinonen zdobył złoty medal w biegu maratońskim z czasem 2:37:28,8. Po wojnie próbował obronić tytuł mistrzowski na mistrzostwach Europy w 1946 w Oslo, uległ jednak swemu rodakowi Mikko Hietanenowi i zajął 2. miejsce z czasem 2:26:08. Trasa był jednak krótsza od regulaminowej (wynosiła 40,2 km)). Miał wówczas 47 lat. Wcześniej w tym samym roku ustanowił swój rekord życiowy w maratonie (2:33:03 21 lipca 1946 w Imatrze).
Muinonen był mistrzem Finlandii w maratonie w 1937 w Wyborgu i w 1940 w Tampere.